# داني براون (لاعب كرة قدم أمريكية)
داني براون (بالإنجليزية: Danny Brown)‏ هو لاعب كرة قدم أمريكية أمريكي، ولد في 26 أغسطس 1925 في فيلادلفيا في الولايات المتحدة، وتوفي في 17 يونيو 1995.